# Уметничка галерија Онтарија
Уметничка галерија Онтарија (енгл. Art Gallery of Ontario, AGO) је музеј и уметничка галерија у Торонту. Са 45 хиљада квадратних метара изложбеног простора је један од највећих музеја уметности у Северној Америци. Има три главне колекције: Канадска уметност, Европско сликарство и скулптуре Хенрија Мура.

## Историја
Музеј уметности основан је 1900. године под називом „Музеј уметности у Торонту“. У 1919. години музеј је преименован у „Уметничка галерија у Торонту“. Своје данашње име је добила 1966. године.

## Збирке
Музеј има укупно више од 68 хиљада експоната.
Европска сликарство, представља радове уметника као што су: Рембрант, Питер Бројгел Млађи, Тинторето, Франс Халс, Ван Гог, Моне, Гоген, Дега, Реноар и Пикасо.

## Линкови
- Уметничка галерија Онтарија, званични сајт Архивирано на веб-сајту  (15. април 2017)
- Архивирано на веб-сајту  (3. март 2011)

43° 39′ 14″ N 79° 23′ 34″ W / 43.65389° С; 79.39278° З